# 東京日建工科専門学校
東京日建工科専門学校（とうきょうにっけんこうかせんもんがっこう）は、東京都豊島区池袋にある私立専修学校。建築士試験受験資格認定校。学校法人実務学園が運営。

## リンク
- https://www.tokyonikken.com/